# تالابرا لا رئال
تالابرا لا رئال (به اسپانیایی: Talavera la Real) یک شهرستان در اسپانیا است که در استان باداخس واقع شده‌است.